# Arctosa upembana
Arctosa upembana là một loài nhện trong họ Lycosidae.
Loài này thuộc chi Arctosa. Arctosa upembana được Carl Friedrich Roewer miêu tả năm 1960.